# Here Is Mariah Carey
Here Is Mariah Carey, znane też jako Mariah Carey (na opakowaniu), czy Mariah's Thanksgiving NBC Special to trzecie wydanie DVD amerykańskiej wokalistki, Mariah Carey. Ukazuje ono występy artystki, mające miejsce w teatrze Proctor w nowojorskim mieście Schenectady 18 lipca 1993 roku, tuż przed ujawnieniem nowego materiału. Video zostało wcześniej wypuszczone w grudniu 1993 roku na kasecie VHS, natomiast we wrześniu 2006 roku - w wersji DVD.
Cały koncert został ukazany w stacji NBC w Święto Dziękczynienia 1993 roku, gdzie Carey promuje swój trzeci album studyjny, Music Box, z którego wykonała wszystkie jego single po raz pierwszy, tj. "Dreamlover", "Hero", "Without You", oraz "Anytime You Need a Friend". Miała też zaszczyt zaśpiewać pięć starszych i kultowych utworów, jak "Vision of Love", "Love Takes Time", "Someday", "Emotions", "Make It Happen", oraz specjalnie, jednakże w odsłonie alternatywnej cover singla The Jackson 5, "I'll Be There" z Treyem Lorenzem.
Większa ilość materiału z występu była prezentowana podczas debiutanckiej trasy koncertowej Carey, Music Box Tour.
Dodatkowo na liście video można znaleźć oficjalny klip do "Dreamlover". Dwie z dziesięciu piosenek znajdujących się na płycie, "Dreamlover", a także "Hero" zostały użyte do wydania ich wersji live jako single komercyjne/promocyjne.

## Lista utworów
1. "Emotions"
2. "Hero"
3. "Someday"
4. "Without You"
5. "Make It Happen"
6. "Dreamlover"
7. "Love Takes Time"
8. "Anytime You Need a Friend"
9. "Vision of Love"
10. "I'll Be There"
11. "Dreamlover" (wideoklip)